# خورخي سان استيبان
خورخي سان استيبان (بالإسبانية: Jorge San Esteban)‏ هو لاعب كرة قدم أرجنتيني، ولد في 28 يونيو 1972 في لابلاتا في الأرجنتين. شارك مع منتخب الأرجنتين لكرة القدم. أما مع النوادي، فقد لعب مع جيمناسيا لابلاتا ونويفا شيكاجو.

## مسيرته الكروية
لعب خورخي سان استيبان خلال مسيرته الاحترافية مع ناديين في ثمانية عشر موسمًا وسجل خلالها 29 هدفًا ضمن 459 مباراة. ولم يفز بأي موسم بالكأس أو بالدوري.
خاض خورخي سان استيبان مسيرته مع نادي جيمناسيا لابلاتا في موسم 1991–92 في المرة الأولى ليلعب معه اثنا عشر موسمًا ثم في موسم 2004–05 ليلعب معه خمسة مواسم، مشاركًا طوالها في 427 مباراة سجل خلالها 27 هدفًا. ثم انتقل إلى نادي نويفا شيكاجو في موسم 2003–04 لمدة موسم واحد، حيث شارك في 32 مباراة سجل خلالها هدفين.

## وصلات خارجية
- خورخي سان استيبان على موقع قاعدة بيانات كرة القدم.إي يو (الإنجليزية)
- خورخي سان استيبان على موقع ناشيونال فوتبول تيمز (الإنجليزية)
- خورخي سان استيبان على موقع Soccerway.com (الإنجليزية)